# Antonio Patriota
Antonio Patriota (né le 27 avril 1954 à Rio de Janeiro) est un diplomate et homme politique brésilien. Il a notamment été ministre des Affaires étrangères du Brésil de 2011 à 2013. Il est le représentant permanent du Brésil aux Nations unies depuis le 27 août 2013. À ce titre, il est aussi président de la Commission de consolidation de la paix.

## Biographie
Diplômé en philosophie à l'université de Genève puis en relations internationales de l'Institut Rio Banco en 1979, Patriota exerce plusieurs postes importants : 
- représentation permanente à Genève de 1983 à 1987,
- en poste à l'ambassade du Brésil à Pékin entre 1987 et 1988,
- en poste à l'ambassade du Brésil à Caracas entre 1988 et 1990,
- entre 1994 et 1999, il fit partie de la mission permanente du Brésil auprès des Nations unies, en tant que membre de la délégation brésilienne au Conseil de sécurité.
- représentant permanent auprès des organisations basées à Genève de 1999 à 2003. Il fut pendant deux ans le vice-Représentant permanent du Brésil à l'Organisation internationale du commerce.
- directeur de l’équipe du ministère des Affaires étrangères en 2004,
- sous-secrétaire général des affaires politiques du ministère des Affaires étrangères de 2005 à 2007,
- ambassadeur du Brésil aux États-Unis entre 2007 et 2009,
- secrétaire général du ministère des Affaires étrangères du Brésil entre octobre 2009 et décembre 2010,
- ministre des Affaires étrangères de janvier 2011 à août 2013.

## Vie privée
Il est marié à Tania Cooper Patriota, actuellement représentante du fonds des Nations unies pour les populations à Bogotá et Caracas. Le couple a deux fils, Miguel et Thomas.

## Sources